# Grande Prêmio do Japão de 1995
Resultados do Grande Prêmio do Japão de Fórmula 1 realizado em Suzuka em 29 de outubro de 1995. Décima sexta etapa da temporada, foi vencido pelo alemão Michael Schumacher, da Benetton-Renault, com Mika Häkkinen em segundo pela McLaren-Mercedes e Johnny Herbert em terceiro com a outra Benetton-Renault. Tais resultados garantiram à equipe comandada por Flavio Briatore o único título mundial de construtores em sua história.

## Resumo
Karl Wendlinger volta à Sauber depois de onze corridas.
Durante os treinos, Aguri Suzuki bateu violentamente sua Ligier na proteção de pneus e teve uma costela fraturada, impedindo sua participação na corrida. O acidente fez com que o piloto decidisse encerrar sua carreira, aos 35 anos.
Décima nona vitória na carreira de Michael Schumacher e última pela Benetton-Renault; com ela o germânico igualou o recorde de nove vitórias numa mesma temporada estabelecido por Nigel Mansell em 1992.

## Classificação da prova

### Treinos oficiais
| Pos.   | Nº | Piloto                | Construtor         | Tempo Q1  | Tempo Q2  | Diferença   |
| ------ | -- | --------------------- | ------------------ | --------- | --------- | ----------- |
| 1      | 1  | Michael Schumacher    | Benetton-Renault   | 1:38.428  | 1:38.023  | —           |
| 2      | 27 | Jean Alesi            | Ferrari            | 1:39.127  | 1:38.888  | + 0.865     |
| 3      | 8  | Mika Häkkinen         | McLaren-Mercedes   | 1:39.127  | 1:38.954  | + 0.931     |
| 4      | 5  | Damon Hill            | Williams-Renault   | 1:39.032  | 1:39.158  | + 1.009     |
| 5      | 28 | Gerhard Berger        | Ferrari            | 1:40.305  | 1:39.040  | + 1.017     |
| 6      | 6  | David Coulthard       | Williams-Renault   | 1:39.155  | 1:39.368  | + 1.132     |
| 7      | 15 | Eddie Irvine          | Jordan-Peugeot     | 1:40.153  | 1:39.621  | + 1.598     |
| 8      | 30 | Heinz-Harald Frentzen | Sauber-Ford        | 1:40.010  | 1:40.380  | + 1.987     |
| 9      | 2  | Johnny Herbert        | Benetton-Renault   | 1:40.349  | 1:40.391  | + 2.326     |
| 10     | 14 | Rubens Barrichello    | Jordan-Peugeot     | 1:40.381  | 1:40.413  | + 2.358     |
| 11     | 26 | Olivier Panis         | Ligier-Mugen/Honda | 1:40.838  | 1:41.081  | + 2.815     |
| 12     | 4  | Mika Salo             | Tyrrell-Yamaha     | 1:41.355  | 1:41.637  | + 3.332     |
| 13     | 25 | Aguri Suzuki          | Ligier-Mugen/Honda | 1:42.561  | 1:41.592  | + 3.569     |
| 14     | 3  | Ukyo Katayama         | Tyrrell-Yamaha     | 1:41.977  | 1:42.273  | + 3.954     |
| 15     | 9  | Gianni Morbidelli     | Footwork-Hart      | 1:42.623  | 1:42.059  | + 4.036     |
| 16     | 29 | Karl Wendlinger       | Sauber-Ford        | 1:43.634  | 1:42.912  | + 4.889     |
| 17     | 23 | Pedro Lamy            | Minardi-Ford       | 1:43.387  | 1:43.102  | + 5.079     |
| 18     | 24 | Luca Badoer           | Minardi-Ford       | 1:43.940  | 1:43.542  | + 5.519     |
| 19     | 10 | Taki Inoue            | Footwork-Hart      | 1:44.386  | 1:44.074  | + 6.051     |
| 20     | 17 | Andrea Montermini     | Pacific-Ford       | 1:46.869  | 1:46.097  | + 8.074     |
| 21     | 21 | Pedro Paulo Diniz     | Forti-Ford         | 1:46.654  | 1:47.166  | + 8.631     |
| 22     | 22 | Roberto Moreno        | Forti-Ford         | 1:50.097  | 1:48.267  | + 10.244    |
| 23     | 16 | Bertrand Gachot       | Pacific-Ford       | 1:48.824  | 1:48.289  | + 10.266    |
| 24     | 7  | Mark Blundell         | McLaren-Mercedes   | 16:42.640 | Sem tempo | + 15:04.617 |
| Fonte: |    |                       |                    |           |           |             |

### Corrida
| Pos.   | Nº | Piloto                | Construtor         | Voltas | Tempo/Diferença | Grid | Pontos |
| ------ | -- | --------------------- | ------------------ | ------ | --------------- | ---- | ------ |
| 1      | 1  | Michael Schumacher    | Benetton-Renault   | 53     | 1:36:52.930     | 1    | 10     |
| 2      | 8  | Mika Häkkinen         | McLaren-Mercedes   | 53     | + 19.337        | 3    | 6      |
| 3      | 2  | Johnny Herbert        | Benetton-Renault   | 53     | + 1:23.804      | 9    | 4      |
| 4      | 15 | Eddie Irvine          | Jordan-Peugeot     | 53     | + 1:42.136      | 7    | 3      |
| 5      | 26 | Olivier Panis         | Ligier-Mugen/Honda | 52     | + 1 volta       | 11   | 2      |
| 6      | 4  | Mika Salo             | Tyrrell-Yamaha     | 52     | + 1 volta       | 12   | 1      |
| 7      | 7  | Mark Blundell         | McLaren-Mercedes   | 52     | + 1 volta       | 23   |        |
| 8      | 30 | Heinz-Harald Frentzen | Sauber-Ford        | 52     | + 1 volta       | 8    |        |
| 9      | 24 | Luca Badoer           | Minardi-Ford       | 51     | + 2 voltas      | 17   |        |
| 10     | 29 | Karl Wendlinger       | Sauber-Ford        | 51     | + 2 voltas      | 15   |        |
| 11     | 23 | Pedro Lamy            | Minardi-Ford       | 51     | + 2 voltas      | 16   |        |
| 12     | 10 | Taki Inoue            | Footwork-Hart      | 51     | + 2 voltas      | 18   |        |
| Ret    | 5  | Damon Hill            | Williams-Renault   | 40     | Spun off        | 4    |        |
| Ret    | 6  | David Coulthard       | Williams-Renault   | 39     | Spun off        | 6    |        |
| Ret    | 21 | Pedro Paulo Diniz     | Forti-Ford         | 32     | Spun off        | 20   |        |
| Ret    | 27 | Jean Alesi            | Ferrari            | 24     | Transmissão     | 2    |        |
| Ret    | 17 | Andrea Montermini     | Pacific-Ford       | 23     | Spun off        | 19   |        |
| Ret    | 28 | Gerhard Berger        | Ferrari            | 16     | Pane elétrica   | 5    |        |
| Ret    | 14 | Rubens Barrichello    | Jordan-Peugeot     | 15     | Spun off        | 10   |        |
| Ret    | 3  | Ukyo Katayama         | Tyrrell-Yamaha     | 12     | Spun off        | 13   |        |
| Ret    | 16 | Bertrand Gachot       | Pacific-Ford       | 6      | Semieixo        | 22   |        |
| Ret    | 22 | Roberto Moreno        | Forti-Ford         | 1      | Câmbio          | 21   |        |
| Ret    | 9  | Gianni Morbidelli     | Footwork-Hart      | 0      | Spun off        | 14   |        |
| DNS    | 25 | Aguri Suzuki          | Ligier-Mugen/Honda | 0      | Acidente        |      |        |
| Fonte: |    |                       |                    |        |                 |      |        |

## Tabela do campeonato após a corrida
| Pos.   | Piloto             | Pontos |
| ------ | ------------------ | ------ |
| 1      | Michael Schumacher | 102    |
| 2      | Damon Hill         | 59     |
| 3      | David Coulthard    | 49     |
| 4      | Johnny Herbert     | 45     |
| 5      | Jean Alesi         | 42     |
| Fonte: |                    |        |

| Pos.   | Construtor       | Pontos |
| ------ | ---------------- | ------ |
| 1      | Benetton-Renault | 137    |
| 2      | Williams-Renault | 102    |
| 3      | Ferrari          | 73     |
| 4      | McLaren-Mercedes | 27     |
| 5      | Jordan-Peugeot   | 21     |
| Fonte: |                  |        |

- Nota: Somente as primeiras cinco posições estão listadas e os campeões da temporada surgem grafados em negrito.